# Стягайлівська сільська рада
Стяга́йлівська сільська́ ра́да — колишній орган місцевого самоврядування в Середино-Будському районі Сумської області. Адміністративний центр — село Стягайлівка.

## Загальні відомості
- Населення ради: 301 особа (станом на 2001 рік)

## Населені пункти
Сільській раді підпорядковані населені пункти:
- с. Стягайлівка

## Склад ради
Рада складається з 12 депутатів та голови.
- Голова ради: Євдокименко Людмила Іванівна

### Керівний склад попередніх скликань
| Прізвище, ім'я, по батькові   | Основні відомості                                                                       | Дата обрання | Дата звільнення |
| ----------------------------- | --------------------------------------------------------------------------------------- | ------------ | --------------- |
| Маханьок Михайло Пантелійович | Сільський голова, 1951 року народження, член Селянської партії України                  | 26.03.2006   | 11.08.2008      |
| Євдокименко Людмила Іванівна  | Сільський голова, 1963 року народження, освіта середня спеціальна, позапартійна         | 30.11.2008   | 31.10.2010      |
| Євдокименко Людмила Іванівна  | Сільський голова, 1963 року народження, освіта середня спеціальна, член Партії регіонів | 31.10.2010   |                 |

Примітка: таблиця складена за даними сайту Верховної Ради України